# Estación Lambert
Lambert fue una estación de ferrocarril que se hallaba dentro de la localidad homónima en la comuna de La Serena, en la Región de Coquimbo de Chile. Fue parte del Longitudinal Norte y actualmente se encuentra inactiva.

## Historia
La estación fue construida para el tramo del ferrocarril Longitudinal Norte construido entre La Serena y Toledo (en las cercanías de Copiapó), y que fue inaugurado en 1914. De acuerdo a Santiago Marín Vicuña en 1916, la estación se encuentra a una altitud de 204 m s. n. m.
Con el cierre de todos los servicios de la Red Norte de la Empresa de los Ferrocarriles del Estado en junio de 1975, la estación Lambert fue suprimida mediante decreto del 6 de noviembre de 1978. Actualmente el edificio de la estación se encuentra sin uso, aunque se mantiene en pie junto con una copa de agua.